# Trąbowce
Trąbowce (Proboscidea) – rząd dużych ssaków z infragromady ssaków wyższych (Eutheria), ze słoniami, jako jedynymi żyjącymi przedstawicielami.

## Występowanie
Zamieszkują Afrykę i Azję.

## Opis
Współcześnie trąbowce są największymi zwierzętami lądowymi. Wyróżniają się obecnością trąby. Jest ona skomplikowanym narządem powstałym przez zrośnięcie się górnej wargi i nosa. Trąbę tworzy kilkanaście tysięcy włókien mięśniowych, co nadaje jej elastyczność. Koniec trąby jest zakończony jednym lub dwoma (zależnie od gatunku) palczastymi wyrostkami i jest bardzo wrażliwy na dotyk. Narząd ten służy do zbierania i przenoszenia do pyska pokarmu i wody, jako broń i do komunikacji dotykowej z innymi osobnikami.

## Pochodzenie i pokrewieństwo
Trąbowce pojawiły się w zapisie kopalnym we wczesnym eocenie, ale przypuszczalnie wyewoluowały wcześniej. Niekiedy do trąbowców zalicza się niewielką rodziną prymitywnych antrakobunidów (Anthracobunidae), z której najprawdopodobniej wywodzą się właściwe trąbowce.
Badania genetyczne dowiodły, że trąbowce są spokrewnione blisko z brzegowcami (Sirenia) i góralkowcami (Hyracoidea). Nieoczekiwanie odkryto powiązania molekularne z innymi grupami rdzennie afrykańskich ssaków, takimi jak ryjkonosowe (Macroscelidea) i rurkozębne, czyli mrówniki (Tubulidentata). Łącznie z kilkoma innymi wymarłymi już rzędami ssaków łączy się je w oddzielny klad Afrotheria.

## Systematyka
Obecnie do rzędu trąbowców należy jedna występująca współcześnie rodzina. Systematyka na podstawie Mammal Diversity Web i Hesperomys:
- Podrząd: Elephantiformes Tassy, 1988
  - Infrarząd: Elephantimorpha Shoshani, Golenberg & Yang Hong, 1998
    - Parvordo: Elephantida Shoshani, Golenberg & Yang Hing, 1998
      - Rodzina: Elephantidae J.E. Gray, 1821 – słoniowate

Opisano również rodziny wymarłe:
- Amebelodontidae Barbour, 1927
- Barytheriidae Andrews, 1906 – baryteria
- Choerolophodontidae Gaziry, 1976
- Deinotheriidae Bonaparte, 1841 – deinoteria
- Gomphotheriidae Osborn, 1921 – gomfotery
- Hemimastodontidae McKenna, Bell, Shoshani & Tassy, 1997
- Mammutidae Hay, 1922 – mastodonty
- Moeritheriidae Andrews, 1906
- Numidotheriidae Shoshani & Tassy, 1992
- Palaeomastodontidae Andrews, 1906
- Phiomiidae Kalandadze & Rautian, 1992
- Stegodontidae Osborn, 1918

Rodzaje wymarłe o niepewnej pozycji systematycznej i nie sklasyfikowane w żadnej z powyższych rodzin:
- Arcanotherium Delmer, 2009[15] – jedynym przedstawicielem był Arcanotherium savagei (Court, 1995)
- Dagbatitherium Hautier, Tabuce, Mourlam, Kassegne, Amoudji, Orliac, Quillévéré, Charruault, Johnson & Guinot, 2021[16] – jedynym przedstawicielem był Dagbatitherium tassyi Hautier, Tabuce, Mourlam, Kassegne, Amoudji, Orliac, Quillévéré, Charruault, Johnson & Guinot, 2021
- Eritherium Gheerbrant, 2009[17] – jedynym przedstawicielem był Eritherium azzouzorum Gheerbrant, 2009
- Eritreumm Shoshani, Walter, Abraha, Berhe, Tassy, Sanders, Marchant, Libsekal, Ghirmai & Zinner, 2006[18] – jedynym przedstawicielem był Eritreum melakeghebrekristosi Shoshani, Walter, Abraha, Berhe, Tassy, Sanders, Marchant, Libsekal, Ghirmai & Zinner, 2006.
- Saloumia Tabuce, Sarr, Adnet, Lebrun, Lihoreau, Martin, Sambou, Thiam & Hautier, 2019[19] – jedynym przedstawicielem był Saloumia gorodiskii Tabuce, Sarr, Adnet, Lebrun, Lihoreau, Martin, Sambou, Thiam & Hautier, 2019.